# 一宮競輪場
一宮競輪場（いちのみやけいりんじょう）は愛知県一宮市にある競輪場。2014年3月16日に本場開催廃止となった。廃止時の施設所有および主催は一宮市で実施は日本自転車競技会中日本地区本部。
競輪場廃止後は競輪場外車券売場として運営されていたが、2019年4月4日から新規で場外車券売場「サテライト一宮」としてオープンした。

## 概要
一宮競輪場は1950年に開設された。記念競輪（GIII）は当地の名産より「毛織王冠争奪戦」として11月に開催されていた（2011年は時期移動で6月、2012年・2013年は10月に開催）。昔から特別競輪が数多く開催され日本選手権競輪は4回、オールスター競輪は5回開催されており、最後の特別競輪開催は2008年のオールスター競輪だった。
イメージキャラクターは頭が星型の「きらりん」（一宮の市花であるキキョウと七夕飾りがモチーフ）で、それにちなみ「きらりんカップ争奪戦」が開催されていた。また、一宮競輪公式サイトでは「きらりんのキラ散歩！ブログ」を更新していた。
2004年4月からはCS放送のスポーツ専門チャンネルのEXスポーツにおいて『ケイリンライブ!』（2012年9月までの番組名は「ケイリンライブ!282（ツーパーツー）」）の放送を行ない、他にも地元ケーブルテレビ局アイ・シー・シーのICCチャンネル2（地上デジタル放送 122ch）でレース開催日に限り再送信していた。
トータリゼータシステムは日本トーター（2011年9月10日よりオムロンから変更）。2008年7月2日からは重勝式車券にあたるKドリームスの発売が行われていた。

## 廃止の経緯
2013年6月3日、谷一夫一宮市長（当時）は一宮競輪場を2014年3月末で廃止する方針であることを発表した。これは本場の売上高の減少傾向に歯止めがかからない上、経費の増加も予想されていたため、発表の時点で競輪事業から撤退できれば廃止に関わる費用を問題なく捻出できるとの考え方に拠る。
これにより廃止の手続きが一宮市議会に諮られることになり、その後本場開催からは撤退するが場外車券売場として存続する方針が取られ、同年12月19日の市議会において今年度限りで事業を廃止するための条例案が可決され、廃止が正式に決定する。
そして2014年3月16日に一宮競輪場での最終開催が終了し、中部地区内の競輪場においては初の開催廃止となった。
なお一宮を対象とした重勝式のKドリームについても販売終了となり、最終開催日のみ一つのレースが外れになっても他のレースが全て的中していれば、的中者とみなす特例措置が実施されたが、的中者の出なかったBigDreamの17250円およびK5の24750円のキャリーオーバーが一宮市の収益となった。

## 開催廃止後
廃止後も競走路などの施設が残され場外売場や自転車競技場として活用されているが、将来的には全ての施設が撤去され、場外売場は同敷地内で移転新築される方針となっている。なお工事に先立って行われた土壌検査で有害物質が確認されたため、施設の撤去は2017年度以降に先送りされている。
その後、競輪関係の施設については、2019年4月4日より新たに専用場外車券売場「サテライト一宮」としてオープンした。
跡地には隣接していた精文館書店尾張一宮店（旧コジマNEW一宮店）の土地を含めてスーパービバホーム一宮店を核店舗とする大型商業施設が建設され、2022年2月から順次開業した。

## バンク
400バンクの中では直線が長く、追込み選手が有利とされていた。武雄競輪場と並ぶ日本一長い見なし直線（64.4m）を持ち、1着決まり手の6割弱は差し、2着では差しとマークで7割と先行選手には不利な結果が数値として現れていた。

## ギャラリー

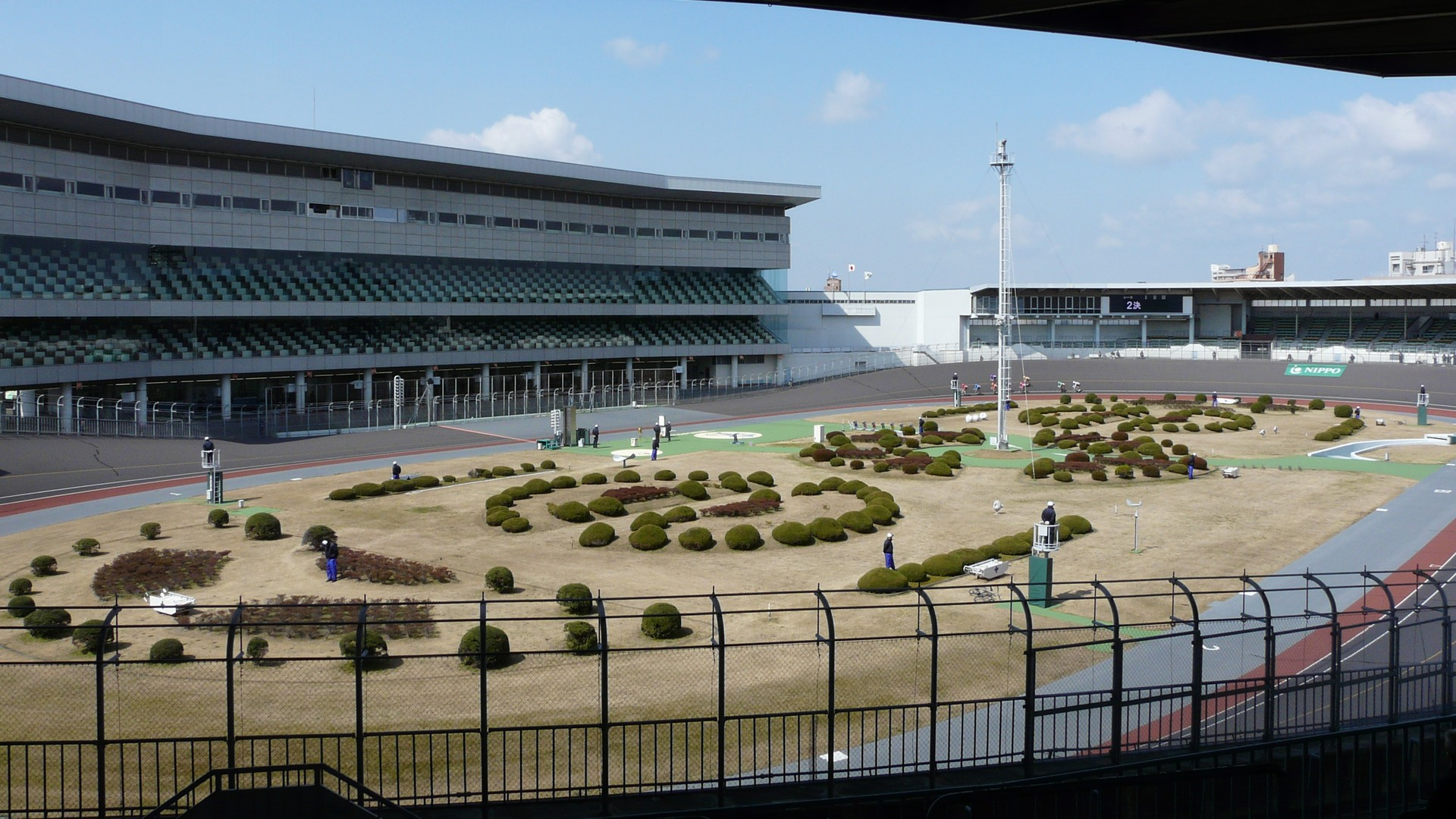
バンク
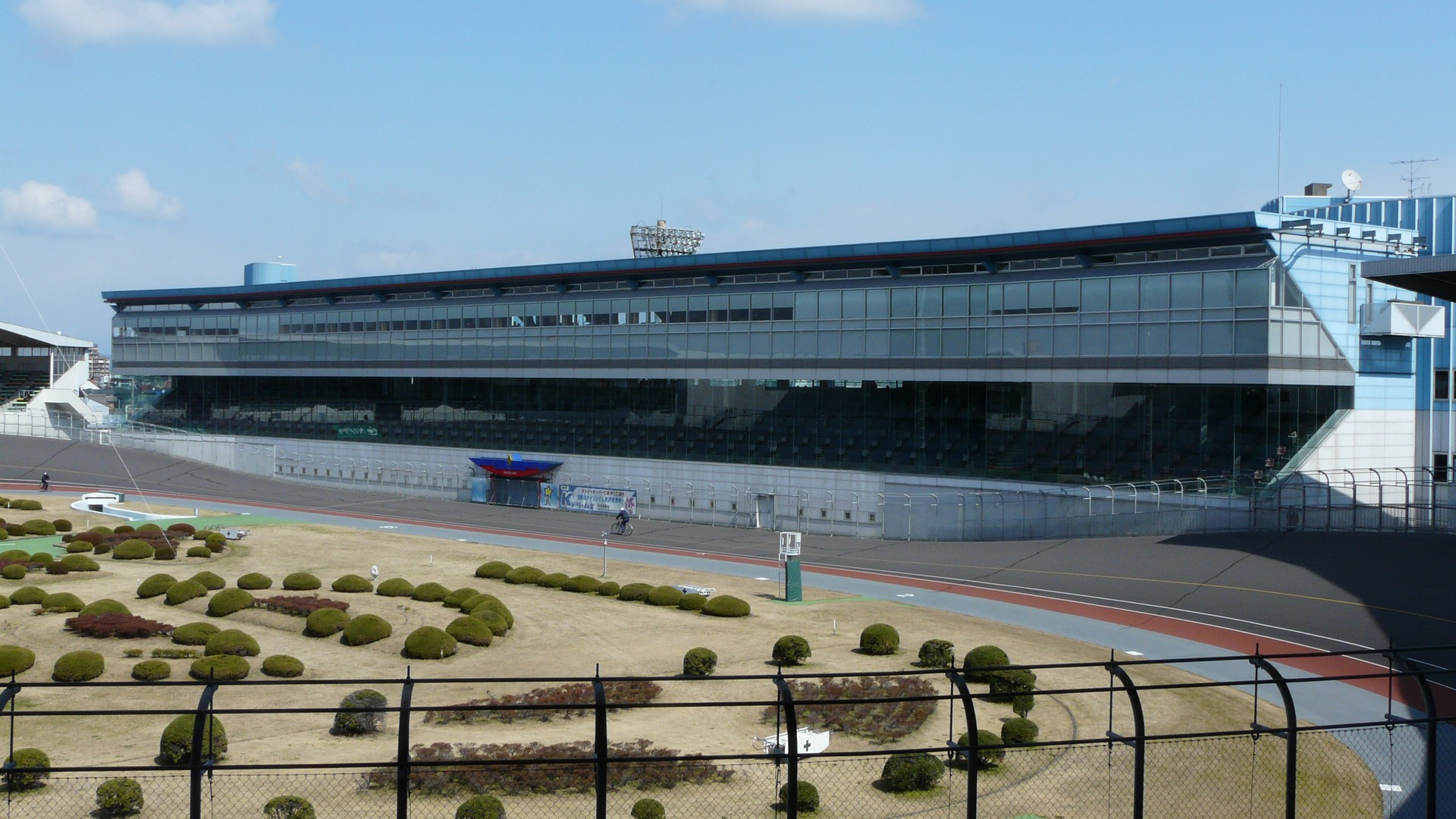
観客席
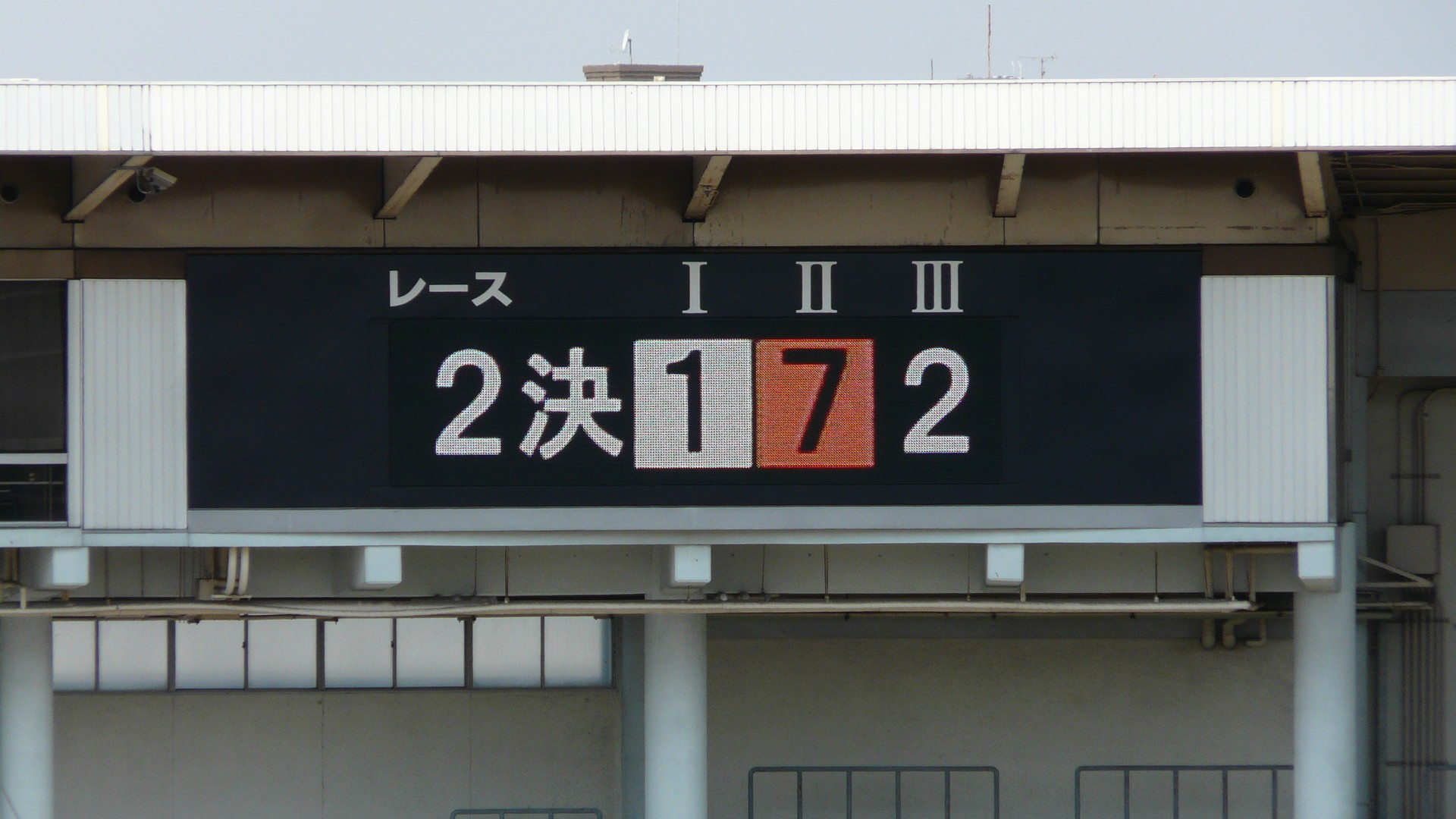
電光掲示板

## サテライト一宮
本場開催終了後も一宮市は競輪の施行権を保有し、平成26年度は施行権に基づく場外発売のみを行なう形をとっていたが、平成27年度以降は施行権が失効するため、名古屋競輪を主催する名古屋競輪組合が管理施行を引き継いで場外施設とすることになり、以降も「一宮競輪場」の名称のまま場外車券売場として存続されている。
その後、新たな場外車券売場を一宮競輪場敷地内の南東、平島公園の西側に建設することとなった。なお、建設予定地は一部がスタンドにかかっているが、解体工事はせず空きスペースに建設される。面積は約2850㎡、オープン予定は2018年秋とされたが、「サテライト一宮」として正式に2019年4月4日に開設。
「サテライト一宮」開設後は同所に併設する形で、2020年7月1日より浜松オートレース場の場外発売所「オートレース一宮」が、また2021年10月31日より愛知県競馬組合の場外発売所「サンアール一宮」が開設されている。

## 交通アクセス
- JR東海道本線 尾張一宮駅または名鉄名古屋本線・尾西線 名鉄一宮駅下車。名古屋寄りの高架下から無料送迎バスで約10分。
- 名古屋高速道路16号一宮線一宮東出入口より国道155号を西へ約1km。

## 歴代記念競輪優勝者
| 年     | 優勝者   | 登録地 |
| ------ | -------- | ------ |
| 2002年 | 前田拓也 | 大阪   |
| 2004年 | 合志正臣 | 熊本   |
| 2005年 | 武田豊樹 | 茨城   |
| 2006年 | 小野俊之 | 大分   |
| 2007年 | 山口幸二 | 岐阜   |
| 2009年 | 岩津裕介 | 岡山   |
| 2010年 | 金子貴志 | 愛知   |
| 2011年 | 深谷知広 | 愛知   |
| 2012年 | 佐藤友和 | 岩手   |
| 2013年 | 長塚智広 | 茨城   |

※ 1節4日間制開催となった、2002年4月以降の歴代記念競輪優勝者を列記。

## エピソード
日本選手権競輪廃止の危機を2度も救った競輪場として知られる（詳細は日本選手権競輪を参照のこと）。また1963年3月に当競輪場で開催された全国争覇競輪（日本選手権競輪）決勝戦（優勝は西地清一）が、テレビ地上波における最初の特別競輪（GI）中継であった。
1971年、日本の公営競技としては初となる、場内テレビモニタのカラー化を実施した。
現在はいくつかの競輪場、サテライトに存在するアドバイザー制度（一般的にはガイダンスコーナーと言われるファンとの対話に務める場所が設けられているが、アドバイザーは概ね元競輪選手が務めている）を導入した最初の競輪場である。アドバイザーは寺澤節男。
2008年9月11日、当地で開催された第51回オールスター競輪初日第7レースに出走した内田慶（栃木）が最終周回3コーナー（ゴールまで3/8周）付近で接触事故を起こし落車、頭部を強打して死亡している。2014年の本場開催最終日には内田の遺族も来場し、閉場セレモニーにおいて来場客と共に改めて黙祷を捧げた。本場開催終了後も内田の命日には事故のあった3コーナーで日本競輪選手会愛知支部の選手により追悼が続けられてきたが、2019年3月末の競輪場の閉鎖後はサテライト一宮に場所を移して行われる。
珍名選手として知られた左京源皇（さきょう みなもとのすめら）は当競輪場をホームバンクとし、通算200勝も当場で達成した（2013年1月7日に引退、通算225勝）。